# Иоганна Шарлотта Ангальт-Дессауская
Иоганна Шарлотта Ангальт-Дессауская (нем. Johanna Charlotte von Anhalt-Dessau; 6 апреля 1682, Дессау, Ангальт-Дессау — 31 марта 1750, Херфорд, Северный Рейн-Вестфалия) — принцесса Ангальт-Дессауская из династии Асканиев, в замужестве маркграфиня Бранденбург-Шведтская. С 1729 года до своей смерти служила аббатисой Херфордского монастыря.

## Биография
Иоганна Шарлотта — младшая дочь князя Ангальт-Дессау Иоганна Георга II (1627—1693) от его брака с Генриеттой Катариной (1637—1708), дочерью князя Фредерика Генриха Оранского. Принцесса получила разностороннее образование.
25 января 1699 года в Ораниенбауме она вышла замуж за маркграфа Филиппа Вильгельма Бранденбург-Шведтского (1669—1711). Несмотря на то, что во владении четы находились собственные дворцы в Берлине, они проживали преимущественно в Шведте. После смерти супруга Иоганна Шарлотта вернулась в Берлин и посвятила себя воспитанию детей.
В 1729 году Иоганна Шарлотта была избрана аббатисой находившегося под патронажем Пруссии Херфордского монастыря. Поначалу маркграфиня-аббатиса проживала в Бухгольце, а в 1735 году окончательно перебралась в Херфорд, где и была похоронена после своей внезапной смерти от удара.

## Потомки
В браке с Филиппом Вильгельмом у Иоганны Шарлотты родились:
- Фридрих Вильгельм (1700—1771), маркграф Бранденбург-Шведтский, женат на принцессе Прусской Софии Доротее Марии (1719—1765)
- Фридерика Доротея Генриетта (1700—1701)
- Генриетта Мария (1702—1782), замужем за наследным принцем Вюртемберга Фридрихом Людвигом (1698—1731)
- Георг Вильгельм (1704)
- Фридрих Генрих (1709—1788), маркграф Бранденбург-Шведтский, женат на принцессе Ангальт-Дессау Леопольдине Марии
- Шарлотта (1710—1712)